# 1914 în film
- 1913 în cinematografie — 1914 în cinematografie — 1915 în cinematografie

## Premiere românești
- Cetatea Neamțului, regia Emil Gârleanu
- Spionul, regia Marioara Voiculescu și Constantin Radovici, film pierdut
- Dragoste la mănăstire (Două altare), regia G. Georgescu, film pierdut

## Filme produse în 1914
- A Little Madonna
- A Study in Scarlet regizor George Pearson
- A Bathing Beauty
- Brewster's Millions
- By the Sun's Rays
- Cabiria
- Child of the Big City
- Cinderella
- Gertie the Dinosaur, animație
- His Majesty, the Scarecrow of Oz cu Mildred Harris
- Il sacco di Roma
- In the Land of the Head Hunters
- Judith of Bethulia
- Kid Auto Races at Venice
- Mabel at the Wheel
- Mabel's Blunder
- Mabel's Strange Predicament
- Making a Living
- My Official Wife, cu Clara Kimball Young
- O Mimi San, cu Sessue Hayakawa, Tsuru Aoki și Mildred Harris
- Rose of the Rancho, cu Bessie Barriscale [1]
- Salomy Jane
- The Last Egyptian
- The Avenging Conscience
- The Aztec Treasure
- The Exploits of Elaine
- The Patchwork Girl of Oz
- The Perils of Pauline, (film serial) cu Pearl White
- The Squaw Man, cu Dustin Farnum [2]
- The Million Dollar Mystery, (serial), cu Florence La Badie
- The Hazards of Helen, (serial) cu Helen Holmes
- The Magic Cloak of Oz, cu Mildred Harris
- The Stain, cu Theda Bara
- The Man from Home
- The Master Mind
- The Only Son
- The Man on the Box
- The Call of the North, cu Robert Edeson [3]
- The Ghost Breaker
- The Virginian, cast; Dustin Farnum [4]
- The Wishing Ring
- The Wrath of Gods, cu Sessue Hayakawa, Tsuru Aoki și Frank Borzage
- Tillie's Punctured Romance, regia Mack Sennett, cu Marie Dressler, Mabel Normand și Charlie Chaplin
- What's His Name, cu Max Figman [5]

## Filmele cu cele mai mari încasări

### SUA
| Poziția | Titlu                      | Venit      | Profit net |
| ------- | -------------------------- | ---------- | ---------- |
| 1.      | The Million Dollar Mystery | $1.500.000 |            |
| 2.      | The Spoilers               |            |            |
| 3.      | The Squaw Man              |            | $244,700   |
| 4.      | Tillie's Punctured Romance |            |            |